# Miklós Kretzoi
Dans le nom hongrois Kretzoi Miklós, le nom de famille précède le prénom, mais cet article utilise l’ordre habituel en français Miklós Kretzoi, où le prénom précède le nom.
Miklós Kretzoi (9 février 1907 – 15 mars 2005) est un géologue, paléontologue et paléoanthropologue hongrois, titulaire du prix Széchenyi.
Son nom est associé à la découverte et à la publication des restes humanoïdes primitifs de Rudabánya, aux fouilles de nombreux sites d'habitat paléontologique de renommée mondiale, et aux travaux sur les ossements de divers sites archéologiques.

## Carrière
Il a dirigé la Collection de terres et minéraux du Musée hongrois des sciences naturelles, qui faisait alors partie du Musée national hongrois, puis a été directeur et conseiller scientifique de l'Institut d'État hongrois de géologie (MÁFI), et a ensuite dirigé la chaire de zoologie et anthropologie de l'université Lajos Kossuth de Debrecen.
Il s'est joint au travail de la nouvelle Société hongroise de spéléologie et karstologie (Magyar Karszt- és Barlangkutató Társulat) peu après sa refondation en 1958, à près de 60 ans. De 1962 à 1965, il en a été vice-président, et a longtemps été membre du comité consultatif. En reconnaissance de son travail, la Société l'a élu en 1986 membre d'honneur.

## Travaux scientifiques
Il a notamment mené des fouilles à la grotte Ördöglyuk (« trou du diable ») près de Solymár et à Betfia près d'Oradea ; et dans les années 1950 pour le MÁFI à Csákvár, Polgárdi et dans les monts de Villány. Mais ses travaux les plus remarquables sont ceux de Rudabánya, l'un des plus riches dépôts fossiles européens du Miocène, datant d'il y a 10 à 12 millions d'années. Il y a assuré la direction scientifique des fouilles de 1970 à 1978. Pendant cette période, les restes de 75 mammifères ont été découverts, et on y a encore trouvé en 2000 de nouveaux ossements d'hominidés de la même période. Kretzoi a nommé Rudapithecus hungaricus, d'après le nom du site, une nouvelle espèce d'hominidés, puis en 1975 il a publié la première description d'une autre espèce d'hominidés, Bodvapithecus altipalatus ; il est aujourd'hui probable que les deux appartiennent aux Dryopithecinae, et peut-être en tant que formes femelle et mâle de la même espèce Dryopithecus brancoi. Les spécimens de Rudabánya indiqueraient alors un dimorphisme sexuel important, notamment quant à la taille des canines, pour une espèce un peu plus petite que les chimpanzés actuels, avec à l'âge adulte une masse corporelle d'environ 18 à 24 kg, un volume crânien de 300 cm3, et une ossature indiquant qu'ils passaient la plupart de leur temps accrochés aux arbres.
Kretzoi a de plus élaboré avec László Vértes à partir de 1965 une corrélation stratigraphique et chronologique de la faune vertébrée de Hongrie ; son article de 1969 publie une partie des résultats et propose une division stratigraphique fine du Pliocène et du Pléistocène. Il a également travaillé sur des sites du Pléistocène et du Paléolithique comme Tata (1964), Érd (1968) et Vértesszőlős (1964, 1990), et ses reconstructions de la chasse et de l'usage des ressources par les premiers groupes humains chasseurs-cueilleurs, basées sur l'inventaire des mammifères fossiles d'Érd, ont particulièrement stimulé la recherche archéozoologique,.
Le Musée national hongrois a fait paraître en 2003 une synthèse des recherches de Miklós Kretzoi.

## Distinctions
- Médaille Ottokár Kadić (hu) de la Société hongroise de spéléologie et karstologie (1969)
- Prix Széchenyi (1992) – Pour ses travaux sur les vertébrés primitifs en Hongrie, particulièrement les restes d'hominidés, et pour son action pour les faire connaitre de l'opinion scientifique mondiale.